# Thomas Gyrfalk
Thomas Gyrfalk, auch Thomas Geierfalk, stammte aus Munster Val de Saint-Grégoire im Oberelsass († 14. Februar 1559 in Basel) und war ein Schweizer Reformator.

## Leben
Thomas Gyrfalk wurde erstmals 1523 als Lesemeister im Augustinerkloster in Freiburg erwähnt. Er musste das Kloster 1524 wegen seiner reformatorischen Neigungen verlassen und wurde auf Empfehlung von Heinrich Cornelius Agrippa von Nettesheim an den Rechtsgelehrten Claudius Cantiuncula in Basel, Prediger im Augustinerkloster Basel, hier entwickelte er seinen reformatorischen Eifer.
1526 begleitete er Johannes Oekolampad, mit dem er befreundet war, zur Badener Disputation und unterstützte diesen bei seinen fünf Thesen. Gemeinsam mit Oekolampad und weiteren Predigern trat er auch gegen die Täufer auf.
Als Oekolampad, gemeinsam mit Gyrfalk, 1527 in Basel einige Thesen anschlug, über die er disputieren wollte, wurden diese von einem katholischen Priester herabgerissen, der sie dann auch heftig beschimpfte, hierbei wurde Gyrfalk von dem Priester angegriffen und mit einem Messer verletzt.
Nachdem 1528 auch die fünf letzten Eremiten aus dem Augustiner-Orden austraten, überschrieben sie den Besitz der Stadt Basel. Thomas Gyrfalk übergab am 18. Januar 1528, als Vorsteher des Klosters, mit den übrigen Konventualen, das Kloster an die Stadt. Hierfür zahlte der Rat eine lebenslange Leibrente; Thomas Gyrfalk erhielt jährlich 50 Gulden sowie ein Wohnrecht im Haus neben dem Kloster.
1529 trat er das Predigeramt in der Kirche St. Elisabeth, sowie St. Ulrich, in Basel an und von 1535 bis zu seinem Tod war er Archidiakon am Münster. In dieser Zeit immatrikulierte er sich 1539 an der Universität Basel.
Als im September 1532 der Rat neue Statuten zur Reorganisation der Universität erliess, verlor diese ihre bisherige rechtliche Selbstständigkeit und wurde in den christlichen Staat integriert, der so die neue Lehre auch im Bereich der Ausbildung sicherstellen wollte; hierbei kam es auch zu Konflikten insbesondere wegen des neu geregelten Verhältnisses der reformierten Geistlichkeit zur Universität, in der sich der Antistes Oswald Myconius, unterstützt von Gyrfalk und anderen Predigern, sich widersetzte. 1539 gelang es, den obrigkeitlichen Einfluss ein Stück weit zurückzudrängen und einen Teil der früheren Selbstverwaltung zurückzugewinnen. Für die Berufung der Professoren setzte der Rat allerdings sein Mitbestimmungsrecht durch, wonach nur Anhänger der vom Basler Rat vertretenen reformierten Richtung berufbar waren.
Von 1551 bis 1552 vertrat er den Antistes Oswald Myconius, der erkrankt war.
Thomas Gyrfalk war seit 1528 mit Benigna (geb. Schlierbach) († 24. April 1582) verheiratet. Von seinen Kindern sind namentlich bekannt:
- Simon Gyrfalk, Hintersasse, verheiratet mit Salome Jerger
- Ursula Gyrfalk, verheiratet mit Pfarrer J. Truckenbrot
- Hans Conrad Gyrfalk